# 壶镇站
壶镇站位于浙江省丽水市缙云县壶镇镇北山村，是金台铁路上的车站。车站预计将由金温铁道公司永康站管辖，为办理客运业务的中间站。
车站所在的金台铁路缙云段于2016年开工，由中铁十二局集团第一工程有限公司负责施工；车站站房工程则于2019年11月开工，由中铁北京工程局集团五公司负责施工，2020年11月结顶。

## 车站结构
壶镇站站房共有两层。外立面设计经向市民甄选后产生，以壶镇拼音首字母“H”为设计意向，又形似汉字“工”，寓意壶镇工业发达。站房一层为候车大厅，设有自动取票机、检票闸机、安检机器、售票厅、卫生间等设备设施，二楼属于办公区域，中间有中控室、消控室等。